# Bern kanton
Bern (berni Schwitzerdütsch dialektusban Bärn franciául Berne, olaszul Berna) kanton Svájc nyugati részében. Bern kanton fővárosa, Bern egyben Svájc fővárosa is.
Bern kanton Graubünden kanton után a második legnagyobb területű és Zürich kanton után a második legnépesebb svájci tartomány (kanton). Bern kanton elismert nemzeti és hivatalos nyelve a német (a lakosság kb. 84%-a beszéli) és a francia (a lakosság kb. 14-15%-a beszéli). Bern kantonban van egy olasz kisebbség is, akik elsősorban a kanton határainál élnek, elszórtan. Néhányan beszélnek rétorománul is, többségük kétnyelvűségben valamelyik újlatin nyelvvel (olasz vagy francia). 2012-ben a kantonban kb. 1 millió ember élt.

## Földrajz és fekvés
Bern kanton úgymond a leghosszabb észak-déli kiterjedése alapján. Bern kanton nagy része az Alpokban fekszik. 
Északon Jura, Solothurn és Aargau, nyugaton Neuchâtel, Vaud és Freiburg, keleten Luzern, Nidwalden, Obwalden és Uri, valamint délen Valais kantonok határolják.
Bern kantonhoz tartozik Berni Jura, mely Jura régió Bernhez tartozó részeit tömöríti. Jura régió 1979-ben kettévált: Bern kantonból kivált az egy tömbben franciák lakta Jura és önálló svájci kanton lett, míg a többségben franciák és részben németek lakta terület Bern kanton saját "különrégiója" lett, mely Bern kantonon belül különálló etnikai régió, bár közigazgatási értelemben egy kantont alkot Bern-nel együtt.

## Történelem
Bővebben: Bern kanton történelme

## Államszervezet és közigazgatás

### Alkotmány, államforma
Bern kanton államformája közvetlen demokrácia, alkotmányos-parlamentáris köztársaság, mint a többi svájci kanton. Bern kanton legutóbbi, 1993-as alkotmánya a kantont független és autonóm, demokratikus és szociális jogállam, melyben biztosítottak az alapvető emberi jogok, valamint a kisebbségek autonómiája, elsősorban a berni franciák számára, lásd: Berni Jura). Bern kanton nemzetiségi autonómiája elsősorban politikai és kulturális.

### Végrehajtás, törvényhozás, igazságszolgáltatás

#### Törvényhozás
Bern kanton törvényhozó testülete a 160 tagú Nagytanács (Schwitzerdütsch-ül azaz svájcinémetül Grand Rat, franciául Grand Conseil), melynek tagjait arányos képviseleti rendszer alapján választják meg. A kanton alkotmánya a Nagytanácsban helyeket biztosít a francia kisebbség számára. 
A Nagytanács összetétele a legutóbbi választások után:
- SP – 35 fő
- EVP – 10 fő
- GPS – 16 fő
- PSA – 3 fő
- GLP – 4 fő
- CVP – 1 fő
- FDP – 17 fő
- BDP – 25 fő
- EDU – 5 fő
- SVP – 44 fő

2006 óta létezik Berni Jura Regionális Parlamentje, hogy biztosítsa a Berni Jurában élő franciák autonómiajogait

#### Végrehajtás
A végrehajtó hatalmat a héttagú Végrehajtó Tanács birtokolja, akiket a választópolgárok választanak meg, mandátumuk 4 éves. A kormányban egy hellyel rendelkezik Berni Jura etnikai régió.
A Végrehajtó Tanács elnöke Barbara Egger-Jenzer (SP), aki az Építészeti, Közlekedési és Energiaügyi Minisztérium minisztere. Helyettese Hans-Jürg Käser (FDP), a Végrehajtó Tanács alelnöke, egyben rendészeti miniszter. 
Andreas Rickenbacher (SP) a gazdaságügyeket irányítja. Bernhard Pulver (GPS) az Oktatási Minisztérium elnöke, míg Beatrice Simon (BDP) a Bern Kanton Pénzügyi Hivatalát vezető miniszter. Philippe Perrenoud (SP) a kormány kisebb alelnöke, az Egészségügyi és Jóléti Minisztérium elnöke és Berni Jurát vezető miniszter. Christoph Neuhaus (SVP), a hetedik miniszter az Egyházi, Ifjúsági és Népjóléti Minisztérium első embere.

## Etnikai, nyelvi, vallási megoszlás

### Etnikai és nyelvi megoszlás
A lakosság kb. 83 vagy 84%-a német, akik a Schwitzerdütsch nyelvet (svájci német) beszélik. A lakosság 13%-a francia, 3%-a olasz. A megmaradt kevesebb mint egy százalék portugál, spanyol, szerb, horvát, angol vagy albán bevándorló.

## Berni Jura
Berni Jura Bern kanton francia nyelvű tartománya, ahol a legutóbbi népszámlálás alkalmával 52 ezer ember élt, többségük francia. Berni Jura Bern kantonon belül autonómiával rendelkezik.